# Guido Trenti
Ne doit pas être confondu avec Guido Trentin.
Guido Trenti est un coureur cycliste italo-américain né à Milan le 27 décembre 1972.

## Biographie
Guido Trenti est passé professionnel en 1996 dans la formation Ideal. Sans équipe en 1997, il signa pour la Cantina Tollo en 1998. Il demeura quatre saisons dans cette équipe, avec laquelle il remporta ses deux seules victoires : une étape du Tour de Langkawi en 2000, et une étape du Tour d'Espagne 2001. Il est le premier Américain à avoir remporté une étape de la Vuelta.
Né d'une mère américaine et d'un père italien, il bénéficie d'une double nationalité. Il a représenté les États-Unis aux championnats du monde à plusieurs reprises.

## Palmarès
- 1997
  - 2e de la Medaglia d'Oro la Tegola Canadese
- 2000
  - 9e étape du Tour de Langkawi
- 2001
  - 19e étape du Tour d'Espagne

## Résultats sur les grands tours

### Tour de France
1 participation
- 2005 : 139e

### Tour d'Espagne
7 participations
- 1998 : 105e
- 2000 : 91e
- 2001 : 81e, vainqueur de la 19e étape
- 2002 : abandon (11e étape)
- 2003 : 153e
- 2004 : 113e
- 2005 : non-partant à la 18e étape

### Tour d'Italie
5 participations
- 1999 : 106e
- 2000 : 99e
- 2001 : 124e
- 2002 : 125e
- 2003 : hors délais (18e étape)